# Флаг муниципального округа Новокосино
Флаг внутригородского муниципального образования муниципального округа Новокосино́ в Восточном административном округе города Москвы Российской Федерации — опознавательно-правовой знак, служащий официальным символом муниципального образования.
Первоначально данный флаг был утверждён 14 декабря 2004 года, как флаг муниципального образования Новокосино, и переутверждён 3 февраля 2015 года флагом муниципального округа Новокосино.
Флаг внесён в Государственный геральдический регистр Российской Федерации с присвоением регистрационного номера 10180.

## Описание
«Прямоугольное двухстороннее полотнище с отношением ширины к длине 2:3, состоящее из двух горизонтальных полос отделённых друг от друга однократно изломанной в центре жёлтой полосой с прямоугольными противостоящими зубцами в обе стороны. Верхняя часть над стропилом составлена из 5-ти чередующихся вертикальных полос малинового и белого цветов. Нижняя часть под стропилом — зелёного цвета с восходящим из нижнего угла у древка жёлтым солнцем».
Первое описание флага гласило:
«Флаг муниципального образования Новокосино представляет собой двустороннее, прямоугольное полотнище с соотношением сторон 2:3.
Полотнище флага горизонтально разделено жёлтым зубчатым стропилом, высота которого составляет 1/3 ширины полотнища, а центр находится в центре полотнища.
Верхняя часть полотнища состоит из пяти вертикальных полос — пурпурной, белой, пурпурной, белой, пурпурной. Ширина полос одинакова.
В нижней зелёной части полотнища, в нижнем углу, прилегающем к древку, помещено изображение восходящего жёлтого солнца. Габаритные размеры изображения составляют 1/3 длины и 3/8 ширины полотнища».

## Обоснование символики
Жёлтая ломаная полоса с выступами — аллегория зубчатого стропила, знака символизирующего активную застройку муниципального округа, начатую 3 сентября 1986 года, и продолжающуюся по сей день.
Верхняя малиново-белая часть полотнища символизирует возникновение муниципального округа (ранее района) на бывших полях (малиновый цвет), на которых в основном выращивали картофель (белый цвет — аллегория грядок). Сочетание малинового (пурпурного) и белого цветов характерно для таких полей в период цветения картофеля.
Нижняя зелёная часть полотнища с восходящим солнцем — символизирует расположение района в восточной части Москвы.
Белый цвет (серебро) — символ чистоты, открытости, божественной мудрости, примирения.
Малиновый цвет (пурпур) — символ власти, славы, почёта, благородства происхождения, древности.
Зелёный цвет символизирует весну и природу, здоровье, молодость и надежду.
Жёлтый цвет (золото) — символ высшей ценности, величия, богатства, урожая.